# Ángel Abelardo González Bernardo
Ángel Abelardo González Bernardo (Sotrondio, Astúries, 3 de setembre de 1944 - València, 5 de maig de 2021), va ser un futbolista espanyol que jugava de porter.

## Trajectòria
Va començar jugant en l'Unión de El Entrego i l'UP Langreo. El 1965 va arribar al València CF per ser suplent de Pesudo, a qui va acabar llevant el lloc amb l'arribada d'Alfredo di Stéfano a la banqueta. Va ser el seu millor moment esportiu ja que va aconseguir el Trofeu Zamora —en encaixar dinou gols en trenta partits i mantenir-se imbatut durant set partits consecutius— i va guanyar la Lliga. Les seves actuacions el van portar a ser convocat per la selecció espanyola, encara que sempre va estar a l'ombra d'Iribar. Amb alts i baixos, finalment el 1974 el València li va donar la baixa afectat per una lesió i va emprendre una nova aventura al Real Sporting de Gijón, on va romandre dues temporades. Una vegada retirat va tornar a València, on va situar la seva residència, i va exercir durant un temps la funció de preparador de porters del València Club de Futbol.

## Palmarès

### Club
València
- La Liga: 1970–71
- Copa del Generalíssim: 1966–67

### Individual
- Trofeu Ricardo Zamora: 1970–71[3]